# Съвременна илюстрация
„Съвременна илюстрация“ е българско месечно списание за литература, наука, изкуство и обществен живот, издавано в София от 1910 до 1915 г. и отново през 1919 – 1921 г.

## Отпечатване
Списанието се отпечатва във „Витоша“, „Балкан“, „Гутенберг“, „Придворна“ и „Гр. Т. Паспалев“.